# Chi Thàn mát
Chi Thàn mát (danh pháp: Millettia) là một chi thuộc họ Đậu. 
Chi Thàn mát có khoảng 150 loài, phân bố ở các vùng nhiệt đới và cận nhiệt đới.

## Các loài
Các loài trong chi Thàn mát gồm:
- Millettia aurea
- Millettia bussei
- Millettia capuronii
- Millettia conraui
- Millettia decipiens
- Millettia duchesnei De Wild.
- Millettia elongistyla
- Millettia eriocarpa
- Millettia galliflagrans
- Millettia grandis
- Millettia hitsika
- Millettia lacus-alberti
- Millettia laurentii (Wengé)
- Millettia leucantha
- Millettia macrophylla
- Millettia micans
- Millettia mossambicensis
- Millettia nathaliae
- Millettia orientalis
- Millettia pachycarpa
- Millettia peguensis
- Millettia pinnata
- Millettia psilopetela
- Millettia pterocarpa
- Millettia richardiana
- Millettia sacleuxii
- Millettia schliebenii
- Millettia semsei
- Millettia sericantha
- Millettia stuhlmannii
- Millettia sutherlandii
- Millettia taolanaroensis
- Millettia thonningii
- Millettia unifoliata
- Millettia utilis
- Millettia warneckei

## Sử dụng
Loài Millettia pinnata đã được nghiên cứu để sử dụng làm nhiên liệu sinh học.

## Hình ảnh

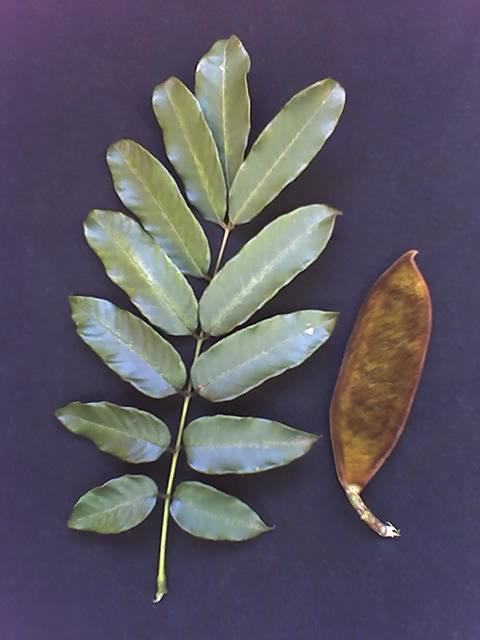
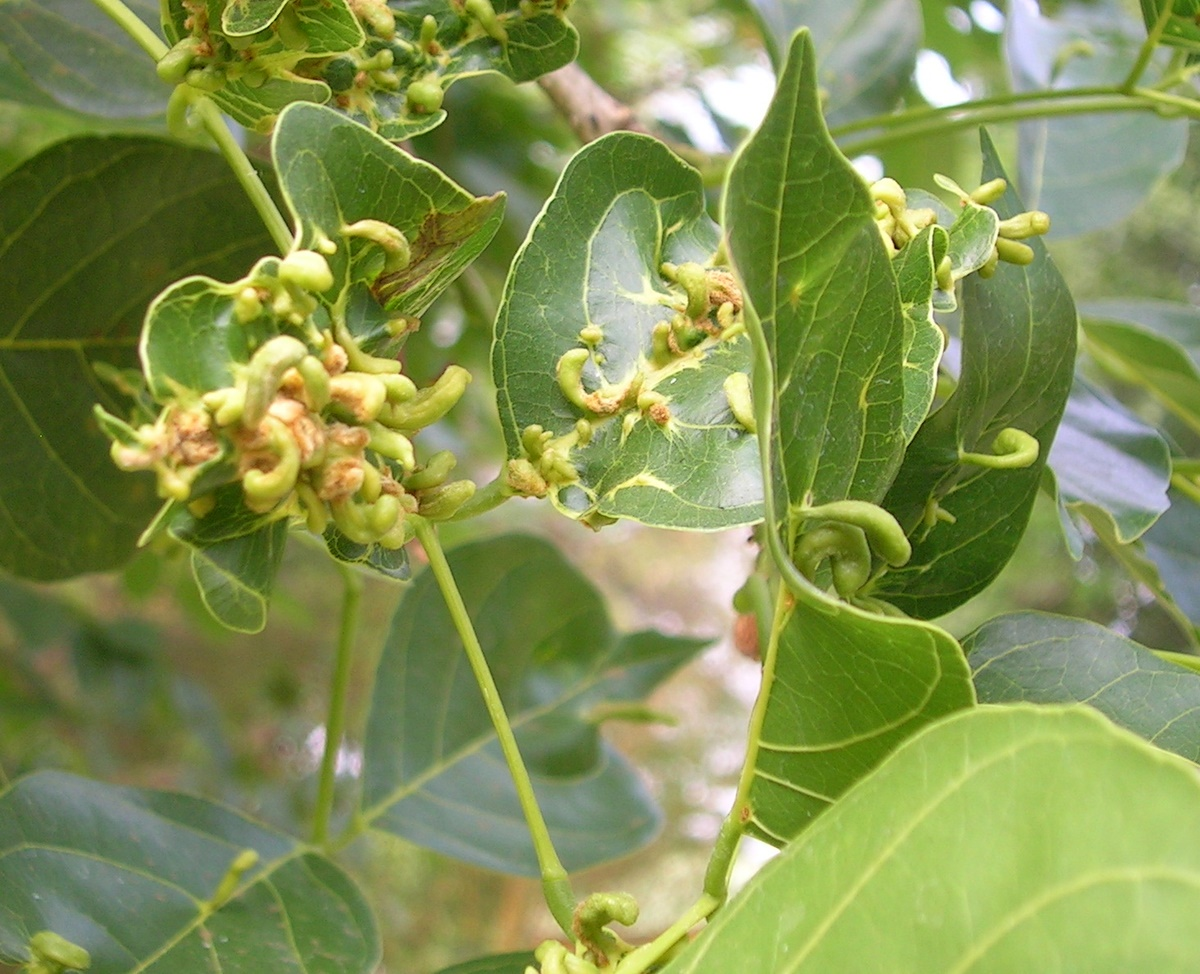
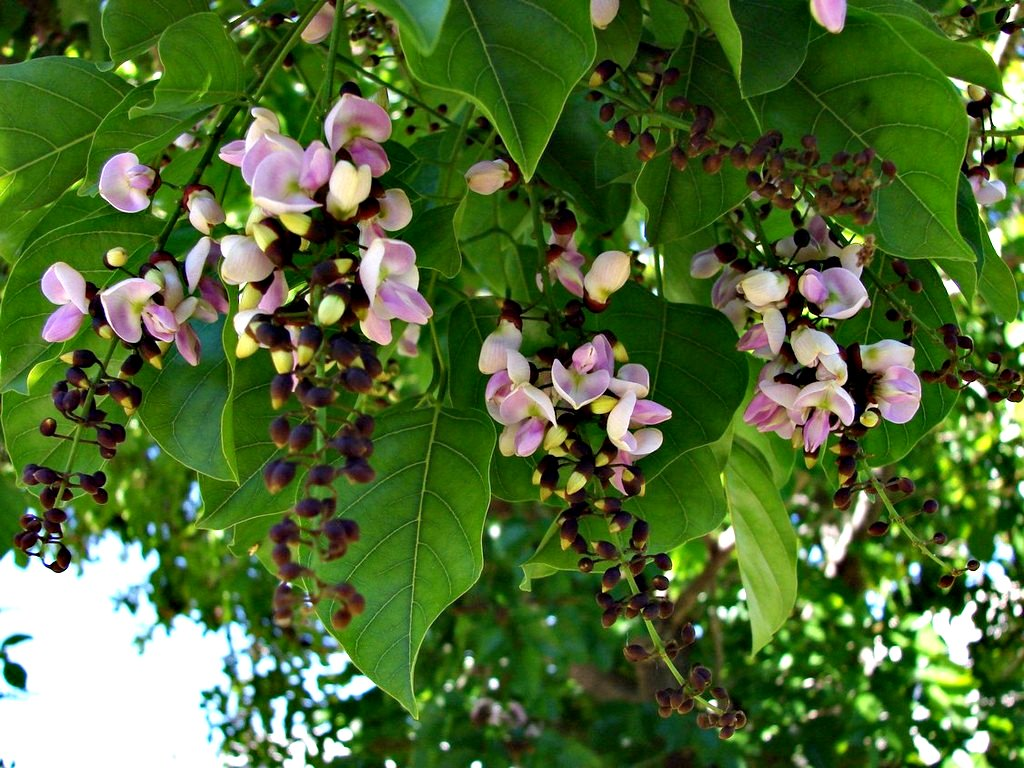
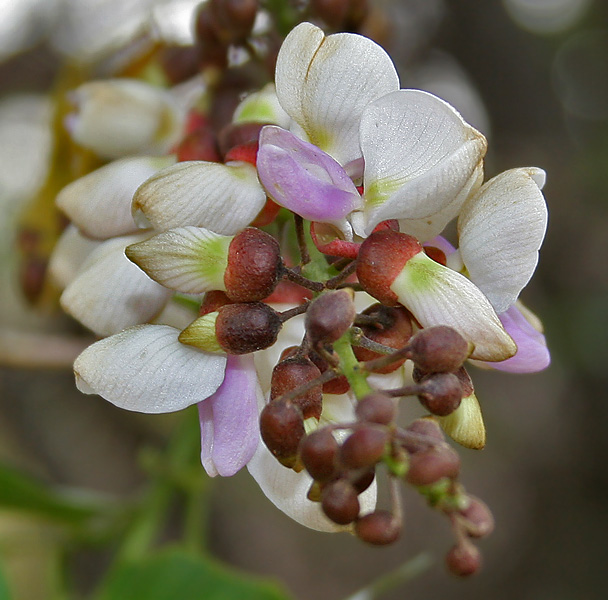